# Matteo Fedele
Matteo Fedele (Losanna, 20 luglio 1992) è un calciatore svizzero, centrocampista del Sestri Levante.

## Carriera

### Club
Veste le maglie di Sion e Grasshoppers, successivamente si trasferisce in prestito con diritto di riscatto al Carpi..
Il 28 ottobre 2015, durante la partita contro il Frosinone, riporta la rottura del legamento crociato del ginocchio sinistro, chiudendo così in anticipo la propria stagione agonistica.
Il 13 giugno 2016 il diritto alle sue prestazioni sportive è riscattato dal club emiliano, con cui il giocatore firma un contratto triennale. In seguito è ceduto a titolo temporaneo, con diritto d'opzione, al Bari. Il suo debutto stagionale avviene alla seconda di campionato contro il Perugia, contro cui gioca da titolare. In tutto Fedele segna 4 gol nella sua prima stagione in biancorosso.
Rientrato al Carpi, nell'estate 2017 si trasferisce a titolo definitivo dal Foggia, con cui colleziona 7 presenze in Serie B.
Il 31 gennaio 2018, durante il calciomercato invernale, passa in prestito al Cesena.
Il 4 agosto 2018 si trasferisce in prestito con diritto di riscatto al CSU Craiova. Il 30 giugno 2019, il prestito scadrà, e Fedele tornerà al Foggia.
Il 18 luglio 2019, il calciatore svizzero si trasferirà a titolo gratuito al Valenciennes, militante in Ligue 2. Durante la sua esperienza in Francia, totalizzerà solo 12 presenze in 3 anni.
L'8 febbraio 2021, Fedele tornerà al CSU Craiova. Totalizzerà solamente 19 presenze in tutta la stagione, per poi separarsi dal club il 31 gennaio 2022, data in cui viene acquistato dall'Ħamrun Spartans, uno dei club più importanti per il campionato di Malta. Per il club, totalizzerà 16 presenze ed una sola rete.
Il 14 gennaio 2023, il giocatore firmerà per il Birkirkara.

### Nazionale
Gioca la sua prima partita con la Svizzera Under-21 a Čerkasy il 4 settembre 2014 in occasione della gara contro l'Ucraina Under-21 valida per la qualificazione al Campionato europeo di calcio Under-21 2015 in cui viene anche espulso per doppia ammonizione (partita persa per 2-0).

## Statistiche

### Presenze e reti nei club
Statistiche aggiornate al 10 aprile 2025.
| Stagione               | Squadra                | Campionato             | Campionato | Campionato | Coppe nazionali | Coppe nazionali | Coppe nazionali | Coppe continentali | Coppe continentali | Coppe continentali | Altre coppe | Altre coppe | Altre coppe | Totale | Totale |
| Stagione               | Squadra                | Comp                   | Pres       | Reti       | Comp            | Pres            | Reti            | Comp               | Pres               | Reti               | Comp        | Pres        | Reti        | Pres   | Reti   |
| ---------------------- | ---------------------- | ---------------------- | ---------- | ---------- | --------------- | --------------- | --------------- | ------------------ | ------------------ | ------------------ | ----------- | ----------- | ----------- | ------ | ------ |
| 2012-2013              | Sion                   | SL                     | 4          | 0          | CS              | 0               | 0               | -                  | -                  | -                  | -           | -           | -           | 4      | 0      |
| 2013-2014              | Sion                   | SL                     | 11         | 1          | CS              | 0               | 0               | -                  | -                  | -                  | -           | -           | -           | 11     | 1      |
| 2014-mar. 2015         | Sion                   | SL                     | 11         | 0          | CS              | 1               | 0               | -                  | -                  | -                  | -           | -           | -           | 12     | 0      |
| Totale Sion            | Totale Sion            | Totale Sion            | 26         | 1          |                 | 1               | 0               |                    | -                  | -                  |             | -           | -           | 27     | 1      |
| mar.-giu. 2015         | Grasshoppers           | SL                     | 12         | 0          | CS              | 0               | 0               | -                  | -                  | -                  | -           | -           | -           | 12     | 0      |
| 2015-2016              | Carpi                  | A                      | 8          | 0          | CI              | -               | -               | -                  | -                  | -                  | -           | -           | -           | 8      | 0      |
| ago. 2016              | Carpi                  | B                      | 1          | 0          | CI              | 2               | 0               | -                  | -                  | -                  | -           | -           | -           | 3      | 0      |
| Totale Carpi           | Totale Carpi           | Totale Carpi           | 9          | 0          |                 | 2               | 0               |                    | -                  | -                  |             | -           | -           | 11     | 0      |
| ago. 2016-2017         | Bari                   | B                      | 25         | 4          | CI              | -               | -               | -                  | -                  | -                  | -           | -           | -           | 25     | 4      |
| 2017-gen. 2018         | Foggia                 | B                      | 9          | 0          | CI              | 0               | 0               | -                  | -                  | -                  | -           | -           | -           | 9      | 0      |
| gen.-giu. 2018         | Cesena                 | B                      | 14         | 1          | CI              | -               | -               | -                  | -                  | -                  | -           | -           | -           | 14     | 1      |
| 2018-2019              | U Craiova              | L1                     | 20+5       | 2          | CR              | 4               | 0               | UEL                | 2                  | 0                  | -           | -           | -           | 31     | 2      |
| 2019-2020              | Valenciennes           | L2                     | 10         | 0          | CF+CdL          | 3+0             | 0               | -                  | -                  | -                  | -           | -           | -           | 13     | 0      |
| 2020-feb. 2021         | Valenciennes           | L2                     | 2          | 0          | CF              | 0               | 0               | -                  | -                  | -                  | -           | -           | -           | 2      | 0      |
| Totale Valenciennes    | Totale Valenciennes    | Totale Valenciennes    | 12         | 0          |                 | 3               | 0               |                    | -                  | -                  |             | -           | -           | 15     | 0      |
| feb.-giu. 2021         | U Craiova              | L1                     | 4+6        | 0          | CR              | 3               | 1               | UEL                | -                  | -                  | -           | -           | -           | 13     | 1      |
| 2021-gen. 2022         | U Craiova              | L1                     | 9          | 0          | CR              | 2               | 0               | UECL               | 1                  | 0                  | SR          | 0           | 0           | 12     | 0      |
| Totale U Craiova       | Totale U Craiova       | Totale U Craiova       | 44         | 2          |                 | 9               | 1               |                    | 3                  | 0                  |             | 0           | 0           | 56     | 3      |
| gen.-giu. 2022         | Ħamrun Spartans        | PL                     | 6+5        | 1          | CM              | 2               | 0               | -                  | -                  | -                  | -           | -           | -           | 13     | 1      |
| 2022-gen. 2023         | Ħamrun Spartans        | PL                     | 5          | 0          | CM              | 0               | 0               | UECL               | 5                  | 1                  | -           | -           | -           | 10     | 1      |
| Totale Ħamrun Spartans | Totale Ħamrun Spartans | Totale Ħamrun Spartans | 16         | 1          |                 | 2               | 0               |                    | 5                  | 1                  |             | -           | -           | 23     | 2      |
| gen.-giu. 2023         | Birkirkara             | PL                     | 10         | 1          | CM              | 2               | 0               | -                  | -                  | -                  | -           | -           | -           | 12     | 1      |
| 2023-2024              | Chindia Târgoviște     | L2                     | 9+5        | 2+1        | CR              | 2               | 0               | -                  | -                  | -                  | -           | -           | -           | 16     | 3      |
| ago.-dic. 2024         | Atletico Uri           | D                      | 17         | 3          | CI-D            | 0               | 0               | -                  | -                  | -                  | -           | -           | -           | 17     | 3      |
| gen.-giu. 2025         | Sestri Levante         | C                      | 10         | 0          | CI-C            | -               | -               | -                  | -                  | -                  | -           | -           | -           | 10     | 0      |
| Totale carriera        | Totale carriera        | Totale carriera        | 218        | 16         |                 | 21              | 1               |                    | 8                  | 1                  |             | 0           | 0           | 247    | 18     |

### Cronologia presenze e reti in nazionale
| Cronologia completa delle presenze e delle reti in nazionale ― Svizzera under 21 | Cronologia completa delle presenze e delle reti in nazionale ― Svizzera under 21 | Cronologia completa delle presenze e delle reti in nazionale ― Svizzera under 21 | Cronologia completa delle presenze e delle reti in nazionale ― Svizzera under 21 | Cronologia completa delle presenze e delle reti in nazionale ― Svizzera under 21 | Cronologia completa delle presenze e delle reti in nazionale ― Svizzera under 21 | Cronologia completa delle presenze e delle reti in nazionale ― Svizzera under 21 | Cronologia completa delle presenze e delle reti in nazionale ― Svizzera under 21 |
| Data                                                                             | Città                                                                            | In casa                                                                          | Risultato                                                                        | Ospiti                                                                           | Competizione                                                                     | Reti                                                                             | Note                                                                             |
| -------------------------------------------------------------------------------- | -------------------------------------------------------------------------------- | -------------------------------------------------------------------------------- | -------------------------------------------------------------------------------- | -------------------------------------------------------------------------------- | -------------------------------------------------------------------------------- | -------------------------------------------------------------------------------- | -------------------------------------------------------------------------------- |
| 4-9-2014                                                                         | Čerkasy                                                                          | Ucraina under 21                                                                 | 2 – 0                                                                            | Svizzera under 21                                                                | Qual. Europeo Under-21 2015                                                      | -                                                                                | 12’, 73’                                                                         |
| Totale                                                                           |                                                                                  | Presenze                                                                         | 1                                                                                |                                                                                  | Reti                                                                             | 0                                                                                |                                                                                  |

## Palmarès

### Club

#### Competizioni nazionali
- Coppa di Romania: 1

U Craiova: 2020-2021
- Coppa di Malta: 1

Birkirkara: 2022-2023